# Il tesoro della montagna rossa
Il tesoro della montagna rossa (Treasure of Ruby Hills) è un film del 1955 diretto da Frank McDonald.
È un film western statunitense con Zachary Scott, Carole Mathews e Barton MacLane. È basato sul racconto breve Rider of the Ruby Hills di Louis L'Amour.

## Trama
Nel 1877, nella valle di Ruby Hills, la guerra tra due ricchi allevatori, Chalk Reynolds e Walt Payne, ha ridotto i piccoli proprietari terrieri alla miseria. Entrambi combattono per il controllo completo della regione, e i loro scagnozzi non esitano a uccidere per imporre la loro supremazia. L'equilibrio del conflitto viene sconvolto dall'arrivo di Ross Hayne, figlio di un famoso fuorilegge, che ha acquisito legalmente una parte della valle contenente l'unica fonte d'acqua in grado di rifornire tutta la zona. Deciso a prendere possesso delle sue terre, Hayne si dirige a Ruby Hills, ma si trova subito coinvolto in una lotta sanguinosa quando il suo socio viene assassinato da Frank Emmett, lo spietato sicario di Reynolds. Ben presto, Hayne scopre che un terzo uomo, Alan Doran, trama nell'ombra, attendendo che i due clan si annientino a vicenda per impadronirsi dell'intera valle. A complicare ulteriormente la situazione ci sono anche Sherry e suo fratello, proprietari del Double V Ranch, che ambiscono a loro volta al controllo delle terre. Tuttavia, Sherry si innamora di Hayne e decide di schierarsi dalla sua parte nella battaglia per il dominio della valle. Mentre le tensioni aumentano e gli scontri si fanno sempre più violenti, Hayne si trova costretto a lottare per difendere ciò che gli appartiene, affrontando non solo i potenti allevatori in guerra ma anche le macchinazioni di Doran. Tra sparatorie, tradimenti e alleanze impreviste, la valle di Ruby Hills diventa il teatro di un conflitto mortale per il controllo delle terre e dell'acqua, l'unica vera risorsa capace di garantire il potere nella regione.

## Produzione
Il film, diretto da Frank McDonald su una sceneggiatura di Tom Hubbard e Fred Eggers con il soggetto di Louis L'Amour, fu prodotto da William F. Broidy per la Allied Artists tramite la William F. Broidy Pictures Corporation e girato nel Brandeis Ranch a Chatsworth in California. Il titolo di lavorazione fu Rider of Ruby Hills.

## Distribuzione
Il film fu distribuito con il titolo Treasure of Ruby Hills negli Stati Uniti dal 23 gennaio 1955 al cinema dalla Allied Artists Pictures.
Altre distribuzioni:
- in Germania Ovest l'8 giugno 1956 (Tal ohne Gesetz)
- in Svezia il 15 gennaio 1962 (Hämnaren från El Paso)
- in Grecia (Monomahia stous simenious lofous)
- in Italia (Il tesoro della montagna rossa)

## Promozione
Le tagline sono:
- "The law guarded you to Silvertown...then handed back your guns!".
- "A MAN HAD TO BE MAD...A WOMAN BOLD...to enter the Ruby Hills!".
- "One dazzling treasure!...One way to get it!".
- "THE GUNSKONED HILLS BECKONED TO MAN AND WOMAN...and took its shameful toll of both!".